# Mimocoptosia iraniensis
Mimocoptosia iraniensis là một loài bọ cánh cứng trong họ Cerambycidae.